# Parapsammophila lateritia
Parapsammophila lateritia är en biart som beskrevs av Taschenberg 1869. Parapsammophila lateritia ingår i släktet Parapsammophila och familjen grävsteklar. Inga underarter finns listade i Catalogue of Life.